# Céré-la-Ronde
Céré-la-Ronde település Franciaországban, Indre-et-Loire megyében. Lakosainak száma 424 fő (2022. január 1.). Céré-la-Ronde Angé, Faverolles-sur-Cher, Épeigné-les-Bois, Genillé, Mareuil-sur-Cher, Le Liège, Pouillé, Orbigny, Saint-Georges-sur-Cher és Saint-Julien-de-Chédon községekkel határos.

## Népesség
A település népességének változása:
| Lakosok száma | 640  | 481  | 435  | 414  | 452  | 450  | 459  | 437  | 426  | 424  |
|               | 1968 | 1982 | 1990 | 2006 | 2013 | 2015 | 2017 | 2019 | 2020 | 2022 |